# Future Library
Die Future Library (norwegisch: Framtidsbiblioteket) ist ein Kunstprojekt der schottischen Künstlerin Katie Paterson. Über 100 Jahre entsteht dabei eine Anthologie aus 100 Texten, die im Jahr 2114 veröffentlicht werden soll. Währenddessen wächst in der Nordmarka nördlich von Oslo ein von Paterson angelegter Wald heran, um das Papier für die Anthologie zu liefern. Jedes Jahr wird ein weiteres Manuskript in die Future Library eingeführt und in der Deichmanske bibliotek in Oslo aufbewahrt.

## Konzept

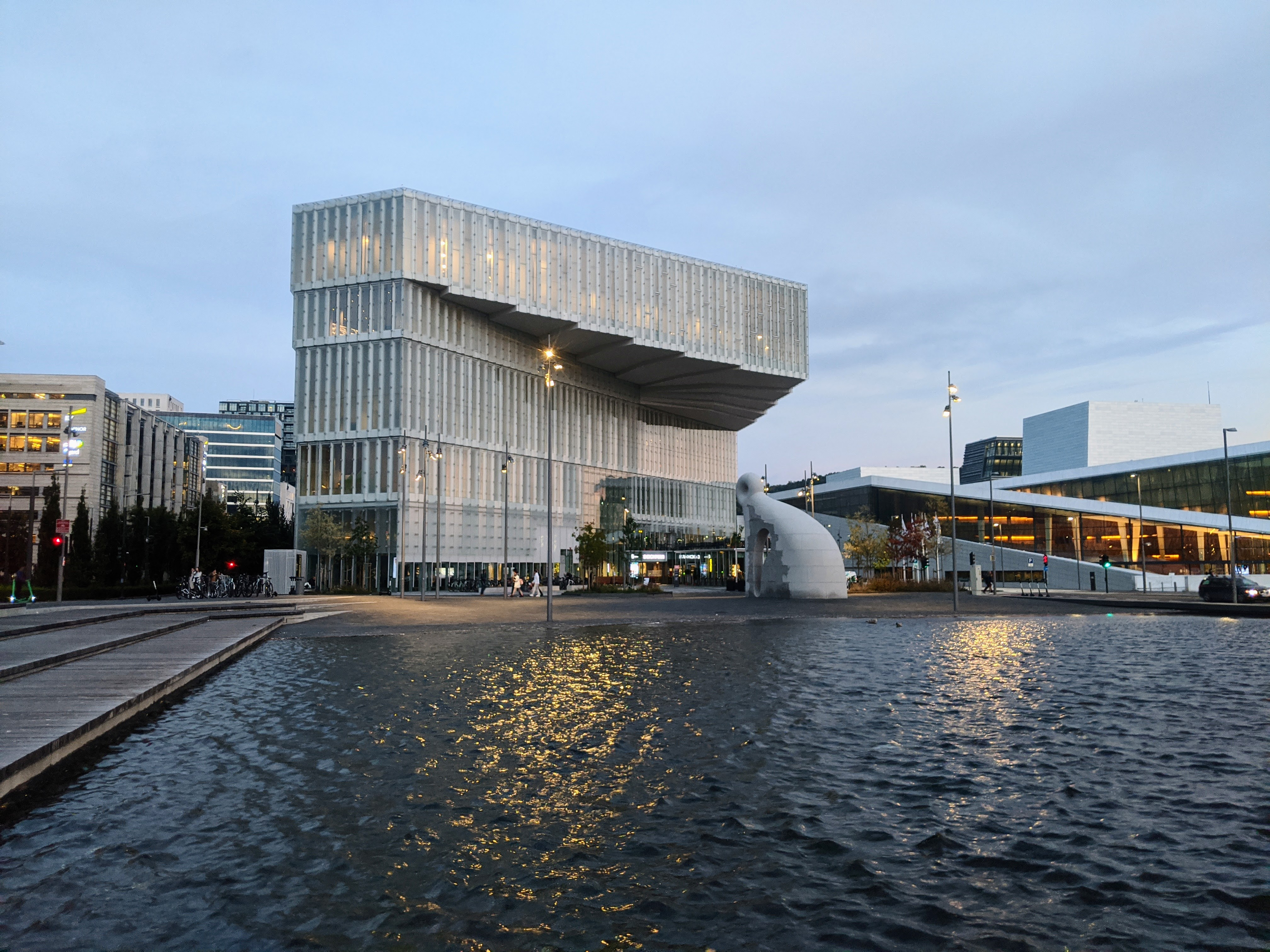
Deichmanske bibliotek

Bis 2114 dürfen die Manuskripte von niemandem gelesen werden. Die Autoren dürfen nichts über ihr Werk bekannt geben außer dem Titel, kein Lektorat hinzuziehen und keine Kopie ihres Textes behalten. Ihre einzige Vorgabe sind die Themen „Fantasie“ und „Zeit“. Literaturgattung, Genre, Länge und Sprache der Beiträge sind freigestellt, allerdings dürfen keine Illustrationen enthalten oder vorgesehen sein. Der Future Library Trust, dem Katie Paterson angehört, erteilt die Einladungen zum Verfassen von Beiträgen zur Future Library. Das Gremium soll über 100 Jahre den Fortbestand des Projekts über die Lebenszeit der Künstlerin hinaus sichern.
Jedes Jahr im Frühling findet in der Nordmarka die öffentliche Übergabe eines neuen Werks statt. In dem 2020 eröffneten Neubau der Deichmanske bibliotek, der Stadtbibliothek von Oslo, wurde ein Raum für die Future Library eingeplant. Die Manuskripte sind darin hinter Glas ausgestellt. Die Stadt Oslo garantiert durch einen Vertrag den Erhalt der Bibliotheksräume über 100 Jahre.
In der Nordmarka ließ Paterson einen Wald mit 1000 Bäumen pflanzen. Ihr Holz soll nach Patersons Schätzung bis 2114 für Papier für ca. 3000 Drucke der gesamten Anthologie reichen. Zur Unterstützung des Projekts können von Paterson gestaltete Zertifikate erworben werden, die zu einer vollständigen Ausgabe der zukünftigen Anthologie berechtigen.

## Beiträge
Als Erste gewann Katie Paterson die kanadische Schriftstellerin Margaret Atwood für das Projekt. Paterson war vom Umfang des Werks überrascht, da sie eher Kurzgeschichten als Romane erwartet habe. Über David Mitchells Werk ist bis auf den Titel From Me Flows What You Call Time nur bekannt, dass es den Text des Beatles-Songs Here Comes the Sun enthält, der im Jahr 2114 gemeinfrei sein wird. Als Dritter trug der Schriftsteller und Künstler Sjón ein Werk bei, das er auf Isländisch verfasste. Es folgten die Beiträge der britisch-türkischen Schriftstellerin Elif Shafak und der südkoreanischen Schriftstellerin Han Kang. 2020 und 2021 fielen durch die COVID-19-Pandemie die Übergaben aus. Die Einführung der Manuskripte des norwegischen Schriftstellers Karl Ove Knausgård, des vietnamesisch-US-amerikanischen Lyrikers Ocean Vuong und der simbabwischen Autorin und Filmemacherin Tsitsi Dangarembga fand gemeinsam im Juni 2022 in dem neu eröffneten Bibliotheksraum statt. Dangarembga verriet über ihr Werk Narini and Her Donkey, dass der Name der Titelfigur Narini in ihrer Muttersprache „Unendlichkeit“ bedeute. Als neunte Autorin wurde die deutsche Schriftstellerin Judith Schalansky eingeladen.

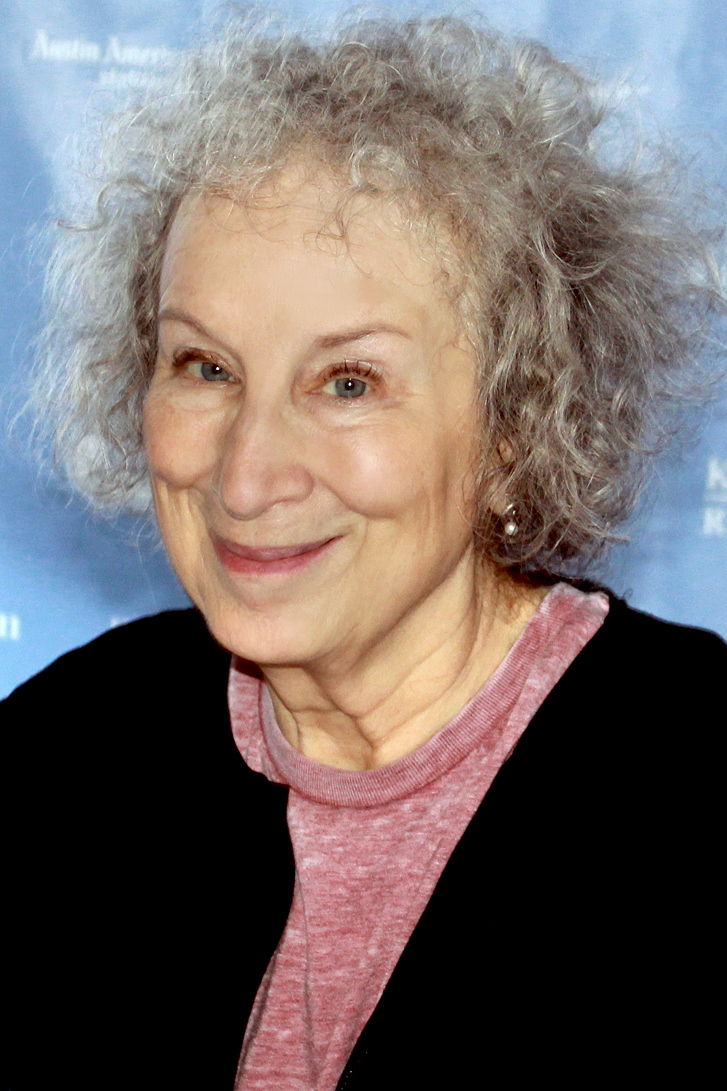
Margaret Atwood
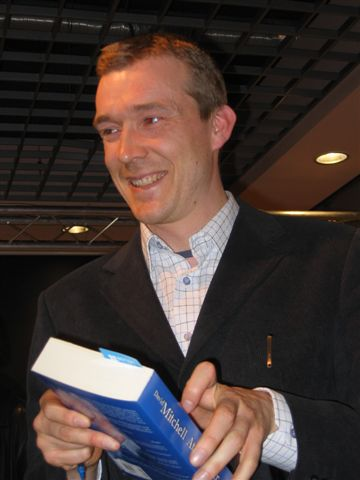
David Mitchell
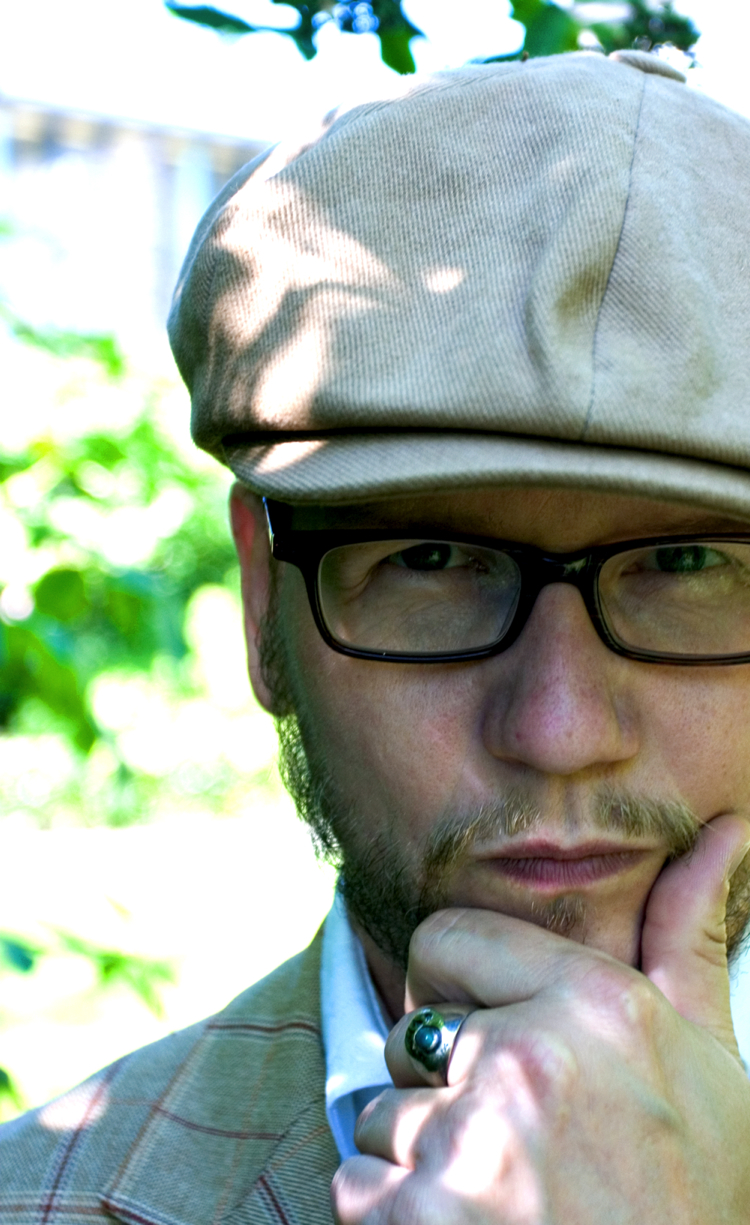
Sjón
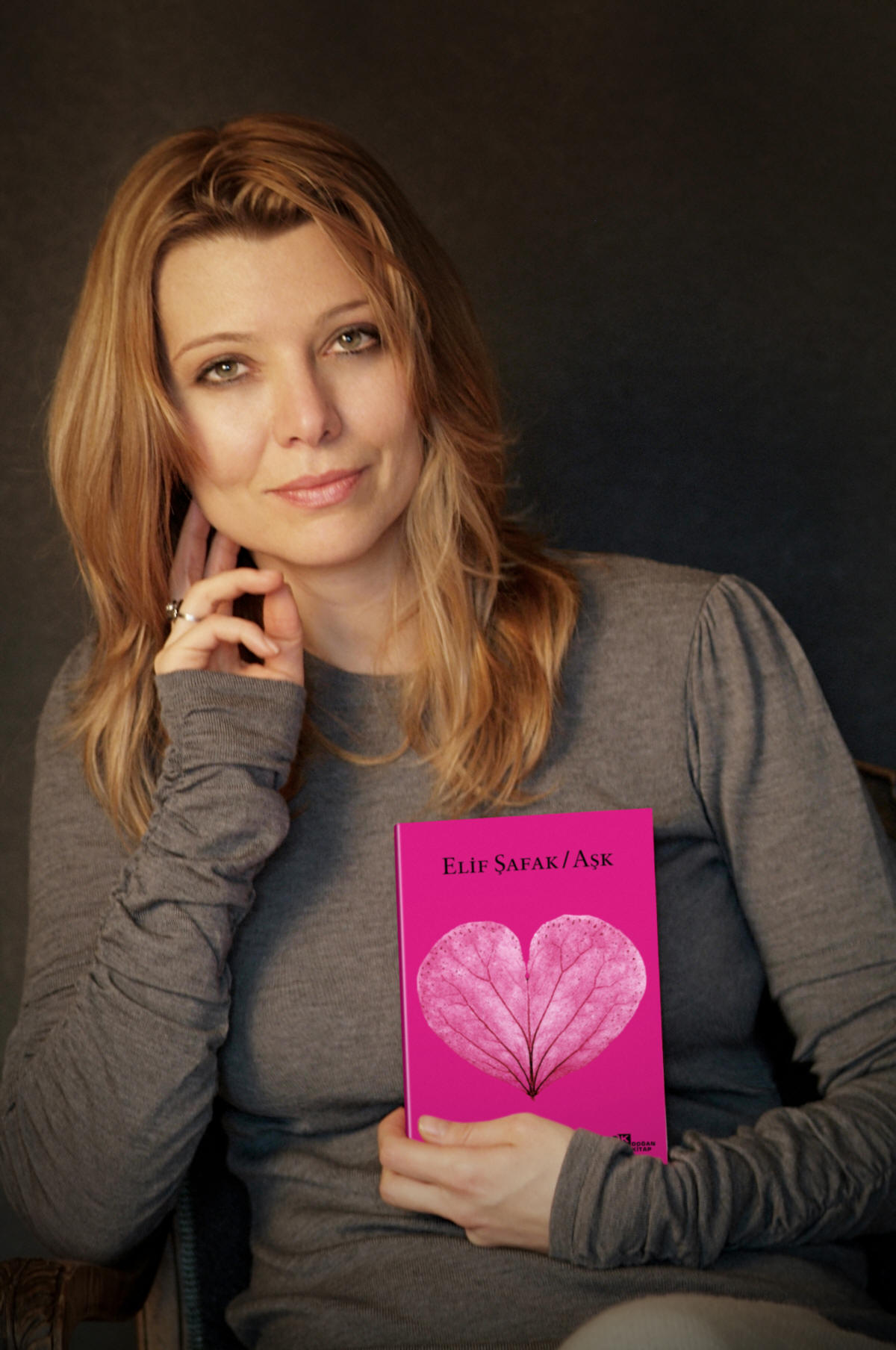
Elif Shafak
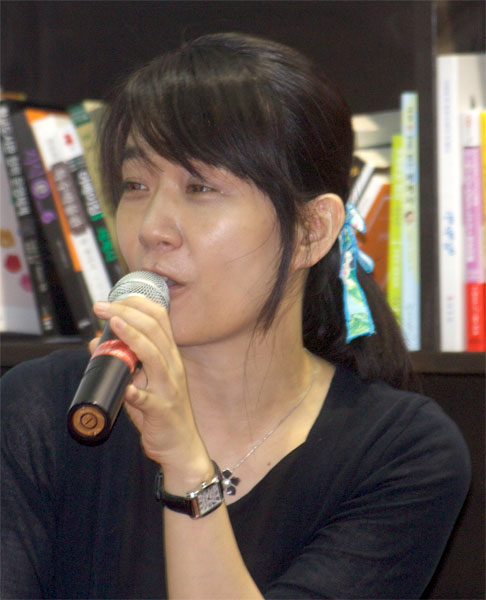
Han Kang
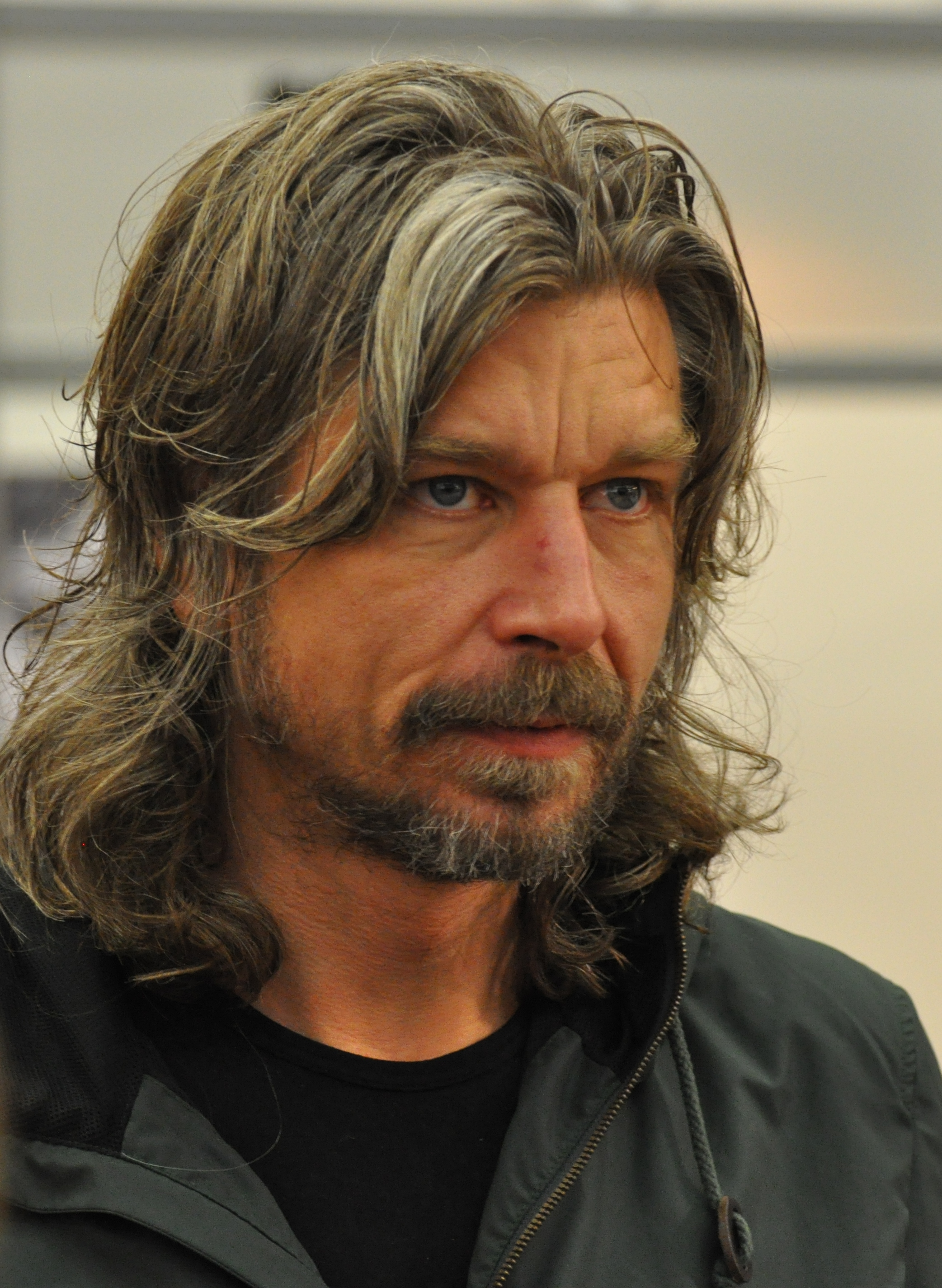
Karl Ove Knausgård
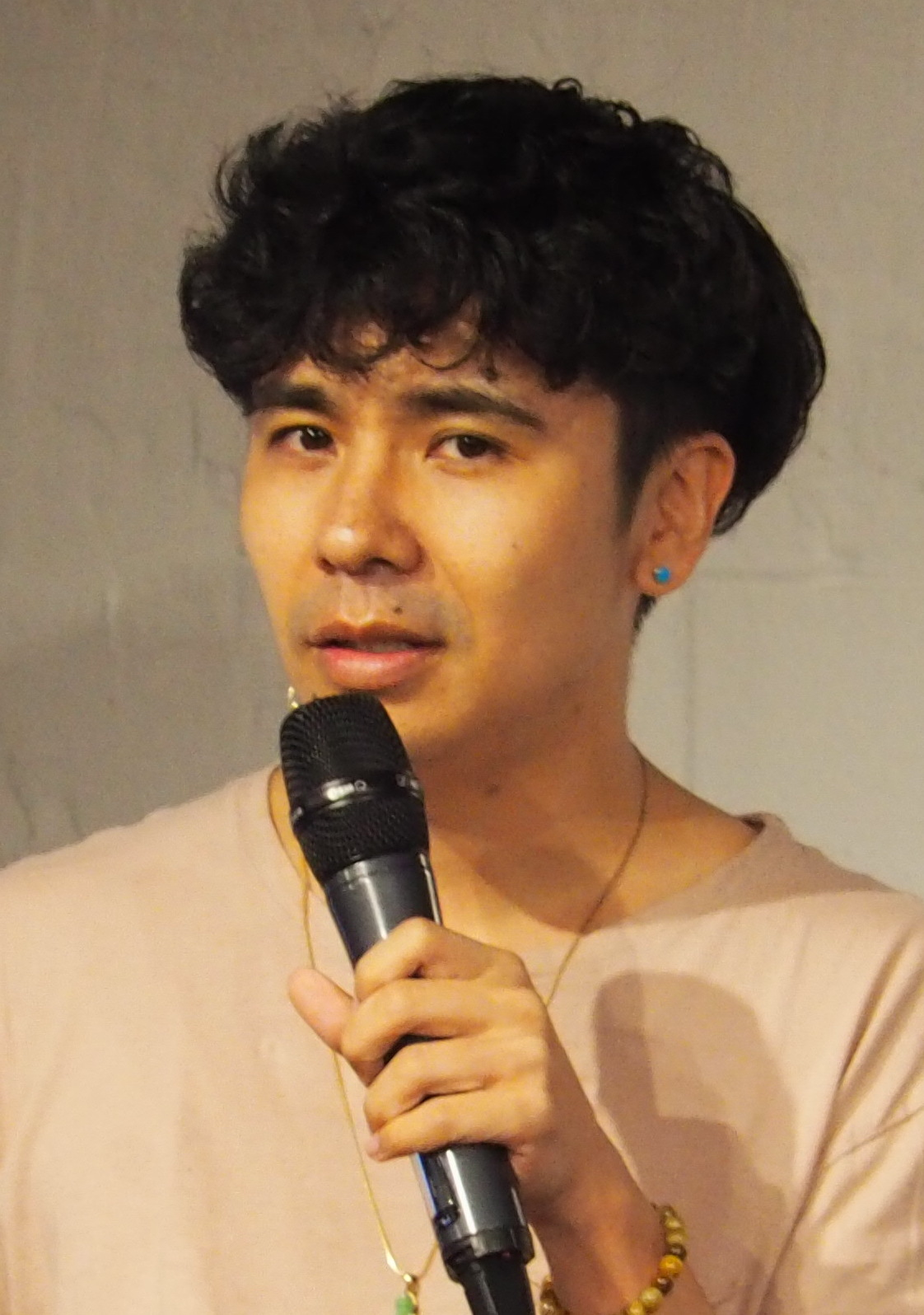
Ocean Vuong
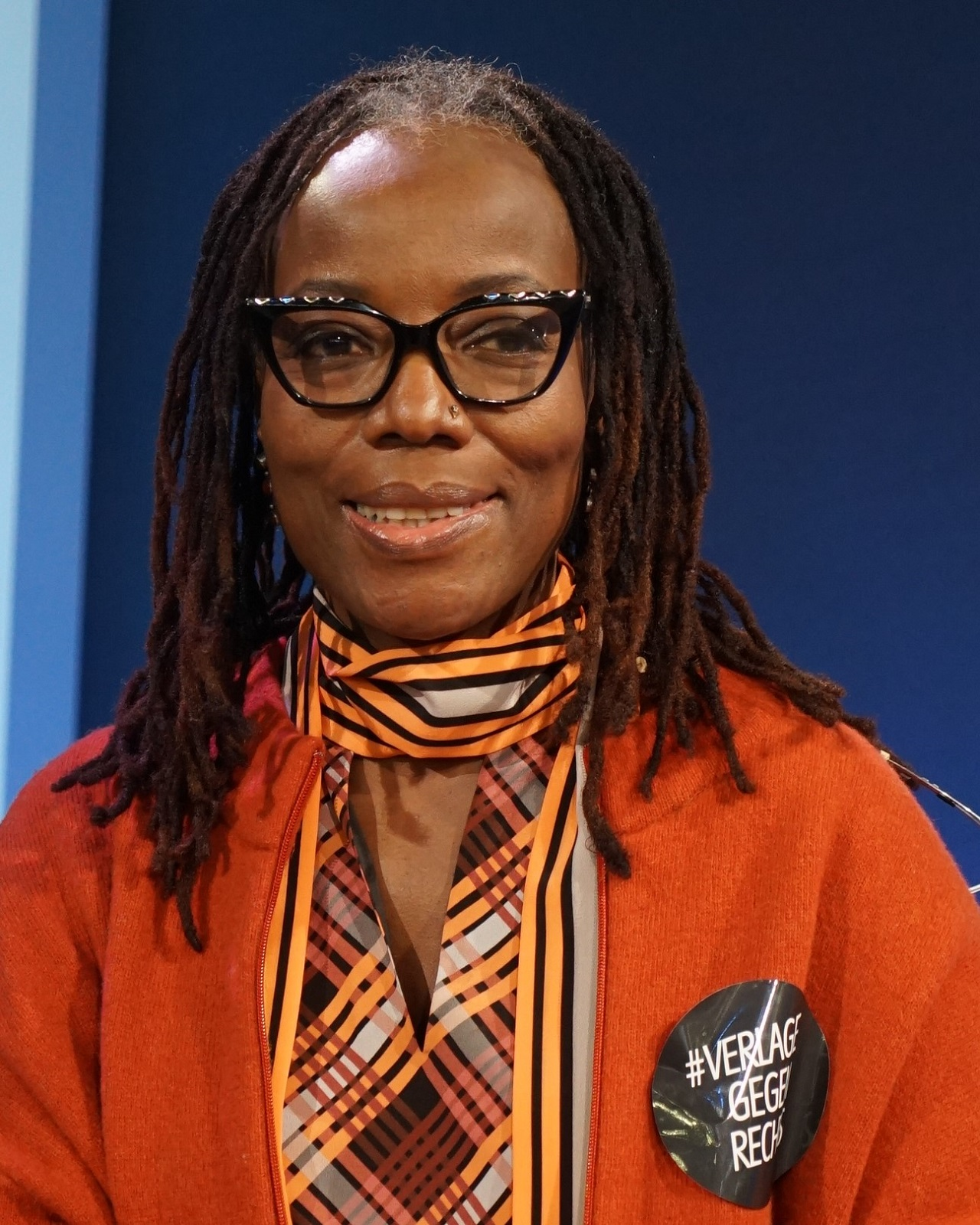
Tsitsi Dangarembga

### Liste der Texte
- 2014: Margaret Atwood – Scribbler Moon[13]
- 2015: David Mitchell – From Me Flows What You Call Time[10]
- 2016: Sjón – As My Brow Brushes On The Tunics Of Angels or The Drop Tower, the Roller Coaster, the Whirling Cups and other Instruments of Worship from the Post-Industrial Age[14]
- 2017: Elif Shafak – The Last Taboo[1]
- 2018: Han Kang – Dear Son, My Beloved[15]
- 2019: Karl Ove Knausgård – Blindeboka[11]
- 2020: Ocean Vuong – King Philip[16]
- 2021: Tsitsi Dangarembga – Narini and Her Donkey[11]
- 2022: Judith Schalansky – Fluff and Splinters: A Chronicle[17]
- 2023: Valeria Luiselli – The Force of Resonance[18]
- 2024: Tommy Orange[19]

## Interpretation und Reaktionen

### Bewertung durch die Autoren
Margaret Atwood verglich die Future Library mit Dornröschen. Sie machte sich Gedanken über die linguistische Expertise, derer es bedarf, um die Werke nach 100 Jahren zu entschlüsseln, weil die Sprache sich bis dahin verändert haben werde. David Mitchell bezeichnete das Kunstprojekt als Vertrauensvotum an die Zukunft und Akt des hartnäckigen Optimismus. Als Autor biete es ihm außerdem die Freiheit, sich von der Rezeption seines Werks unabhängig zu fühlen – ein Gefühl, das auch Tsitsi Dangarembga teilte. Sjón, der seinen Beitrag auf Isländisch schrieb, überlegte, ob seine heute von nur rund 370 000 Menschen gesprochene Muttersprache im Jahr 2114 überhaupt noch verstanden werde. Er hält es für möglich, dass Isländisch in 100 Jahren nicht mehr gesprochen, sondern nur noch als ausgestorbene Sprache wissenschaftlich studiert wird. Sein Werk in der Future Library sieht Sjón als Beitrag zur Erhaltung der isländischen Kultur und Sprache. Han Kang betonte den spirituellen Aspekt des Kunstwerks, indem sie es als ein hundert Jahre währendes Gebet bezeichnete. Ocean Vuong sieht das Kunstprojekt als Gegenstück zu der allzu verbreiteten Haltung, nicht auf Ressourcen achtzugeben und nicht an spätere Generationen zu denken. Er halte außerdem diesen literarischen Beitrag für weniger egoistisch als das Publizieren sonst sei: Viele Veröffentlichungen seien von dem Wunsch getragen, den eigenen Namen in der Öffentlichkeit zu sehen; dieses Werk sei davon aber unabhängig. Er nannte seine Teilnahme an dem Projekt den „Höhepunkt seiner Karriere als Autor und Mensch“. Auch Tsitsi Dangarembga nannte die Future Library eines der wichtigsten Projekte, an denen sie je teilgenommen habe.

### Rezeption durch Dritte
Richard Fisher schrieb für BBC Future über das Kunstwerk und lobte, dass es eine langfristige Sichtweise fördere und zur Reflexion der Verantwortung anrege, künftigen Generationen etwas Positives zu hinterlassen. Das Projekt der Future Library stieß aber auch auf Kritik. Moze Halperin verglich das Projekt mit John Malkovichs Film 100 Years und dem Album Once Upon a Time in Shaolin der Band Wu-Tang Clan. Er sieht alle drei Projekte (in unterschiedlichem Maß) kritisch, da sie Kunst zu einem exklusiven Gut machten. Er würdigt zwar die Ernsthaftigkeit, mit der die Future Library sich langfristigen Fragen nähert, kritisiert aber ihre Exklusivität durch die niedrige geplante Auflage und den hohen Verkaufspreis. Bis zur Veröffentlichung der Werke einige Generationen zu überspringen sei durchaus ein interessantes Konzept; ärmere Gesellschaftsschichten auszuschließen hingegen nicht. So erschaffe das Projekt letztlich eine weniger optimistische Zukunftsperspektive als beabsichtigt, nämlich eine, die nur für Wohlhabende lebenswert ist. Dagegen argumentiert Fisher: Obwohl das Kunstprojekt gewissermaßen dem Ziel einer Bibliothek widerspreche, Literatur so vielen Menschen wie möglich zugänglich zu machen, biete die Future Library doch einen Nutzen jenseits der unmittelbaren Verfügbarkeit von Literatur. Entgegen der verbreiteten Annahme, dass man, um künftigen Generationen zu nützen, heute auf Güter verzichten müsse, bereite die Future Library sowohl in der Zukunft als auch in der Gegenwart Freude. Ein Besuch in der Future Library fühle sich an wie das Durchschreiten eines Portals zu einer anderen Welt. Es habe sich zudem eine lokale Gemeinschaft um die Bibliothek gebildet, die das Projekt als große Bereicherung vor Ort empfinde.